# Ex Mercato Ortofrutticolo (Ferrara)

Ehemaliger Mercato Ortofrutticolo in Ferrara, Fassade zum Corso Isonzo.

Der ehemalige Mercato Ortofrutticolo (M.O.F., dt.: Obst- und Gemüsemarkt) ist ein Gebäude aus den 1930er-Jahren im Viertel Giardino in Ferrara in der italienischen Region Emilia-Romagna. Es liegt am Corso Isonzo.

## Geschichte
Vorgeschichte des Baus des Marktgebäudes war die Gründung des Consorzio Agrario Provinciale (dt.: Landwirtschaftliches Konsortium der Provinz). Das Gebäude wurde dann in den Jahren 1936–1937 errichtet; sein Hauptzweck war die Vermarktung frischer und haltbarer landwirtschaftlicher Obst- und Gemüseprodukte, die in der gesamten Provinz Ferrara in großer Zahl angebaut und hergestellt wurden, nachdem dieses Gebiet hauptsächlich von der Landwirtschaft lebte.
Das Gebäude wurde im Rahmen der Stadterneuerung errichtet, die später „Addizione Novecentista“ (dt.: Zubauten aus dem 20. Jahrhundert) genannt wurden, und war ein Ergebnis der Maßnahmen, die die Stadtverwaltung unter der Leitung des Bürgermeisters Renzo Ravenna einleitete, um der Stadt ein modernes Gepräge zu verleihen, die Besatzung zu unterstützen und den Wünschen von Italo Balbo zu folgen, Ferrara zum alten Glanz unter den Estes zurückzuführen. Bei diesem Entwurf kam erhebliche Unterstützung auch vonseiten des Corriere Padano, damals unter der Leitung von Nello Quilici.
Nach dem Umzug des Mercato Ortofrutticolo in das neue Gebäude in der Via Stefano Trenti 32 im Jahre 1989 diente das weite, ehemalige Marktgelände als Parkplatz, während das Hauptgebäude nach einer Zeit des Verfalls wieder in den Fokus der Stadtverwaltung zur Renovierung gerückt ist. Seit Januar 2018, als die Restaurierungsarbeiten abgeschlossen wurden, sind im ehemaligen M.O.F.-Gebäude das „Urban Center“ der Stadt Ferrara und der Ordine degli architetti della Provincia di Ferrara (dt.: Organisation der Architekten der Provinz Ferrara) untergebracht.

## Beschreibung

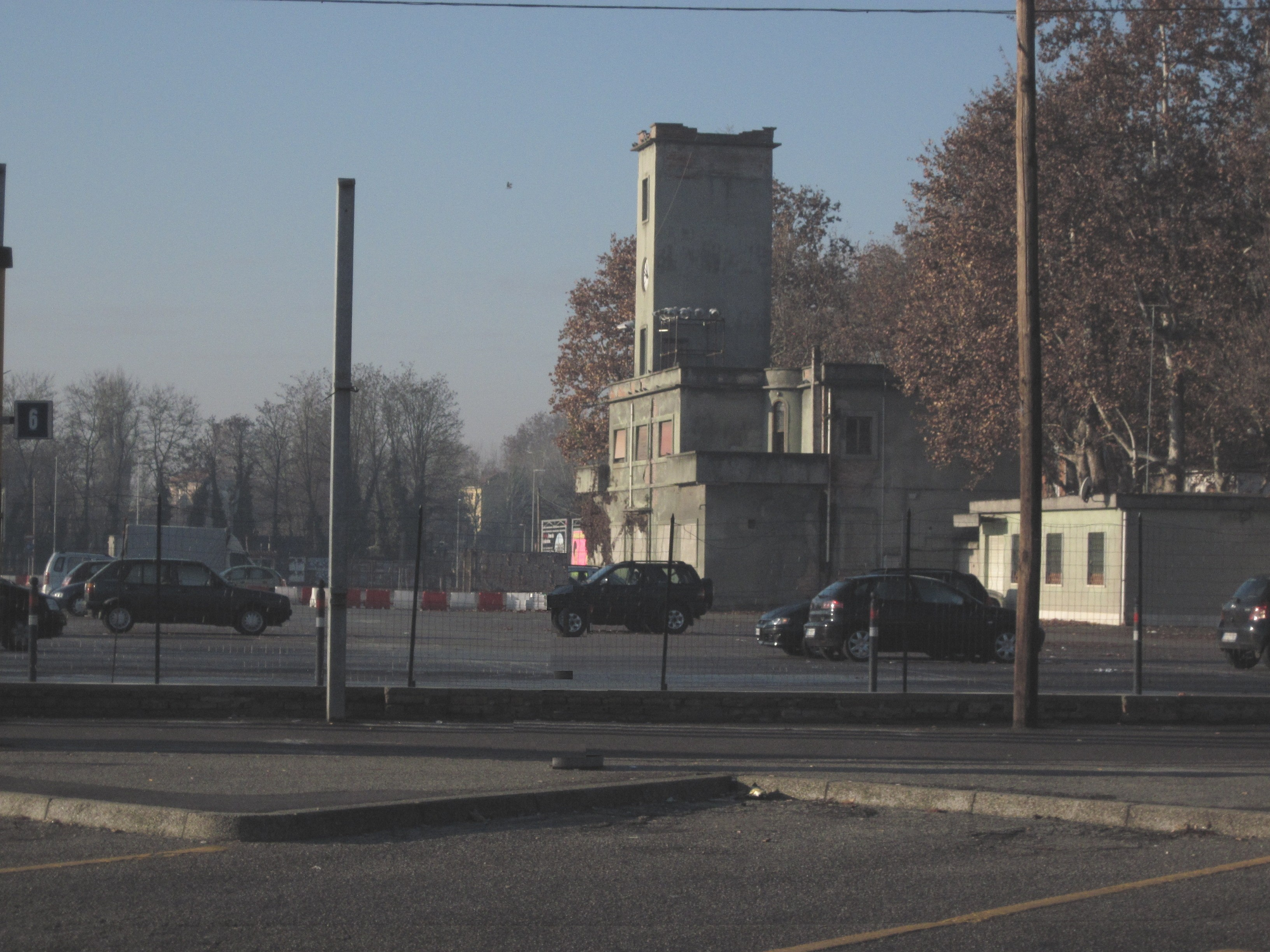
Ehemaliger Mercato Ortofrutticolo (M.O.F.) von Ferrara (vom Parkplatz aus)

Das Gebäude wurde mit dem direkten Eingriff der Brüder Carlo und Girolamo Savonuzzi unter der Leitung von Alfredo Caccia nach dem Diktat des italienischen Rationalismus errichtet. Es besteht außer dem kleinen Palast, in dem der Eingang, die Repräsentationsräume und die Büros untergebracht sind, auch aus großen Vordächern und Kühlräumen, die nach dem Umzug des Marktes teilweise abgerissen wurden. Das Hauptgebäude aus Ziegeln und armiertem Beton bietet einen eleganten Anblick, besteht aus einem Hochparterre, einem ersten Obergeschoss und einem Kellergeschoss. In der Mitte befindet sich ein Uhrenturm. Im Hauptsalon im Hochparterre wurden die beiden hinteren Wände 1938 mit Fresken des bondenesischen Malers Galileo Cattabriga versehen, die landwirtschaftliche Szenen zeigen. An der Nord- und der Südwand feiert Cattabriga die „Landwirtschaft“ und zeigt insgesamt zahlreiche bildliche Beispiele, ob alte oder aktuelle.

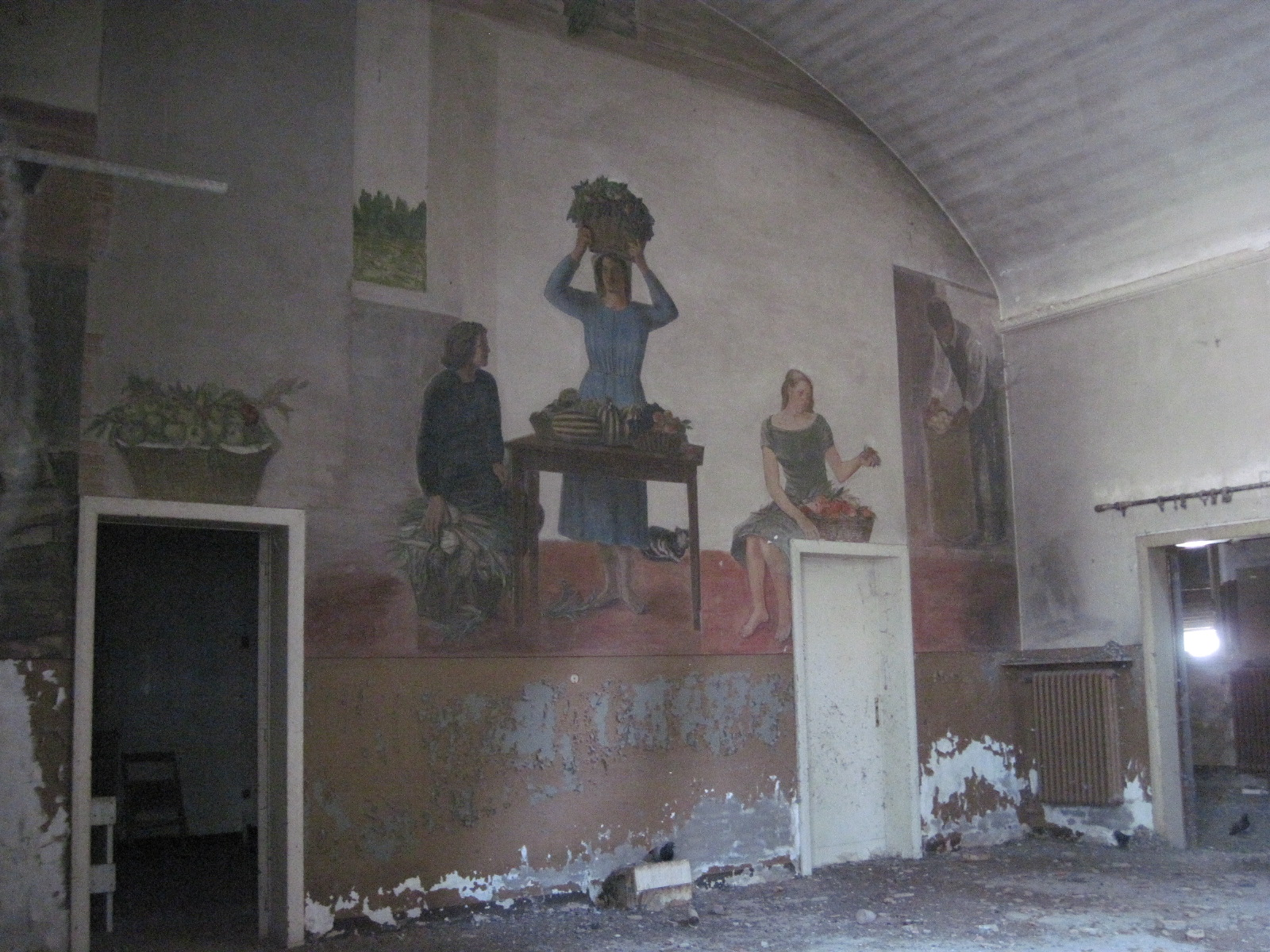
Ex Mercato Ortofrutticolo (M.O.F.)in Ferrara: Fresko von Galileo Cattabriga im Salon im Hochparterre vor der Restaurierung